# Ludwig Schneegans (Historiker)

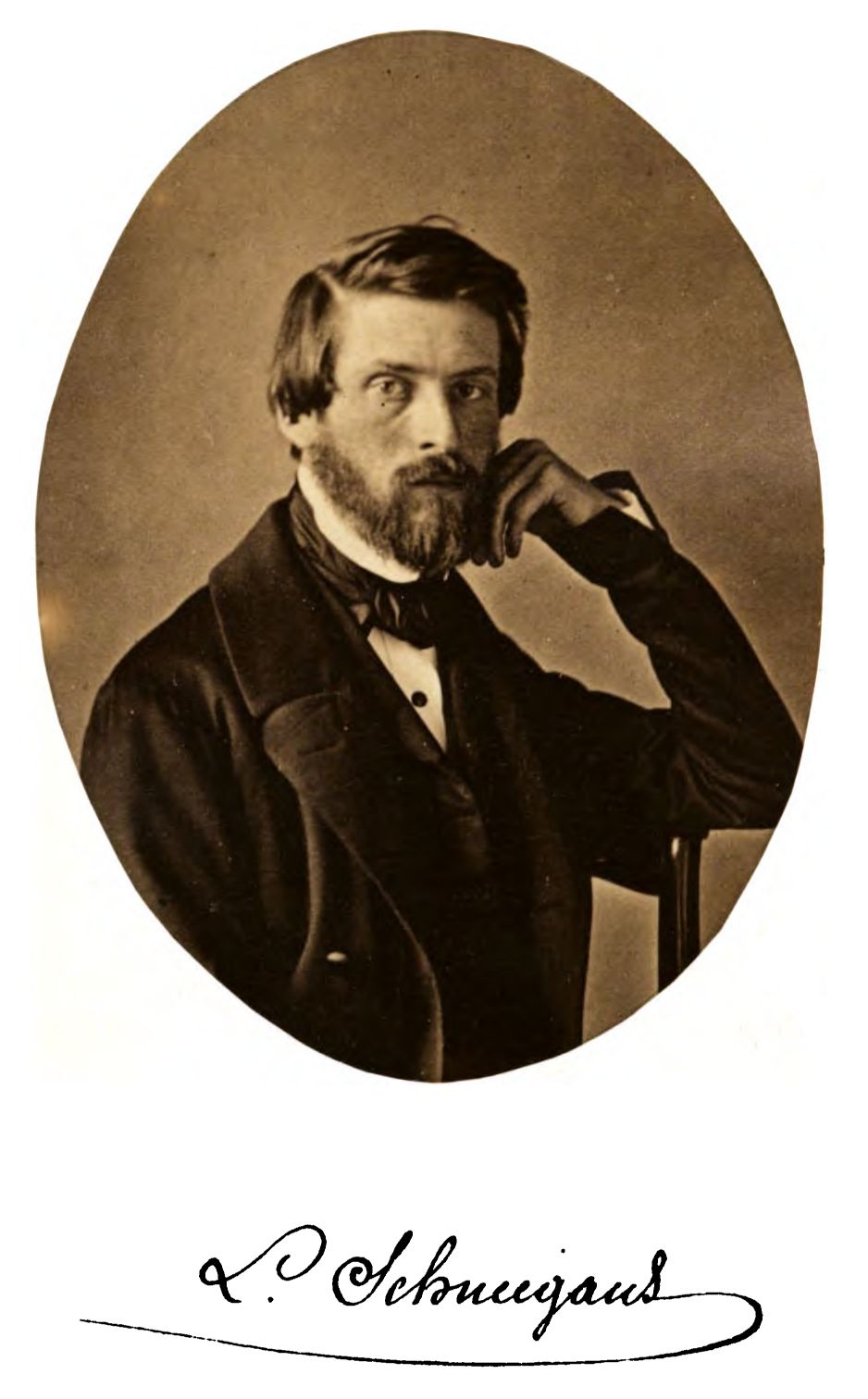
Ludwig Schneegans

Ludwig Schneegans (* 21. August 1812 in Straßburg; † 1. April 1858 ebenda) war ein elsässischer Historiker und Archivar.
Ludwig Schneegans stammte aus einer im 18. Jahrhundert aus der Gegend von Kreuznach eingewanderten Familie, sein Vater Valentin Schneegans war als Anwalt in Straßburg tätig. Er studierte ab 1831 an der juristischen Fakultät der Universität Straßburg Jura. Daneben beschäftigte er sich aber besonders mit der Geschichte seiner Heimat. Nach dem Studium wurde er Anwalt in Straßburg und nebenbei 1835 bis 1837 Redakteur des Niederrheinischen Couriers. Nachdem sich seine Hoffnung auf eine akademische Karriere zerschlagen hatte, wurde er städtischer Unterbibliothekar, 1843 Stadtarchivar in Straßburg.
Verheiratet war er mit (Elisabeth) Louise, geb. Bartholmé (* 1. Juni 1814 in Straßburg; † 20. August 1883 in München), die als Sängerin und Liederkomponistin im Straßburger Musikleben hervortrat. Ihr Sohn war der Schriftsteller Ludwig Schneegans (1842–1922).

## Veröffentlichungen (Auswahl)
- Essai historique sur la cathédrale de Strasbourg. In: Revue d’Alsace 1836.
- Vues générales sur l’enseignement du droit ecclésiastique protestant en France. 1840.
- Die Geissler namentlich die grosse Geisselfahrt nach Strassburg im Jahre 1349. Frei nach dem Französischen des L. Schneegans bearbeitet von Constantin Tischendorf. C. L. Fritzsche, Leipzig 1840.
- Du serment comme servant de preuve des obligations conventionnelles et du paiement. Juristische Dissertation 1841.
- Straßburger Münster-Sagen, aus Urkunden, Chroniken und sonstigen Quellen, gesammelt und dargestellt von Dr. Ludwig Schneegans. Besonderer Abdruck aus den „Sagen des Elsasses“ von August Stöber. Scheitlin und Zollikofer, St. Gallen 1852